# Zapatos rojos

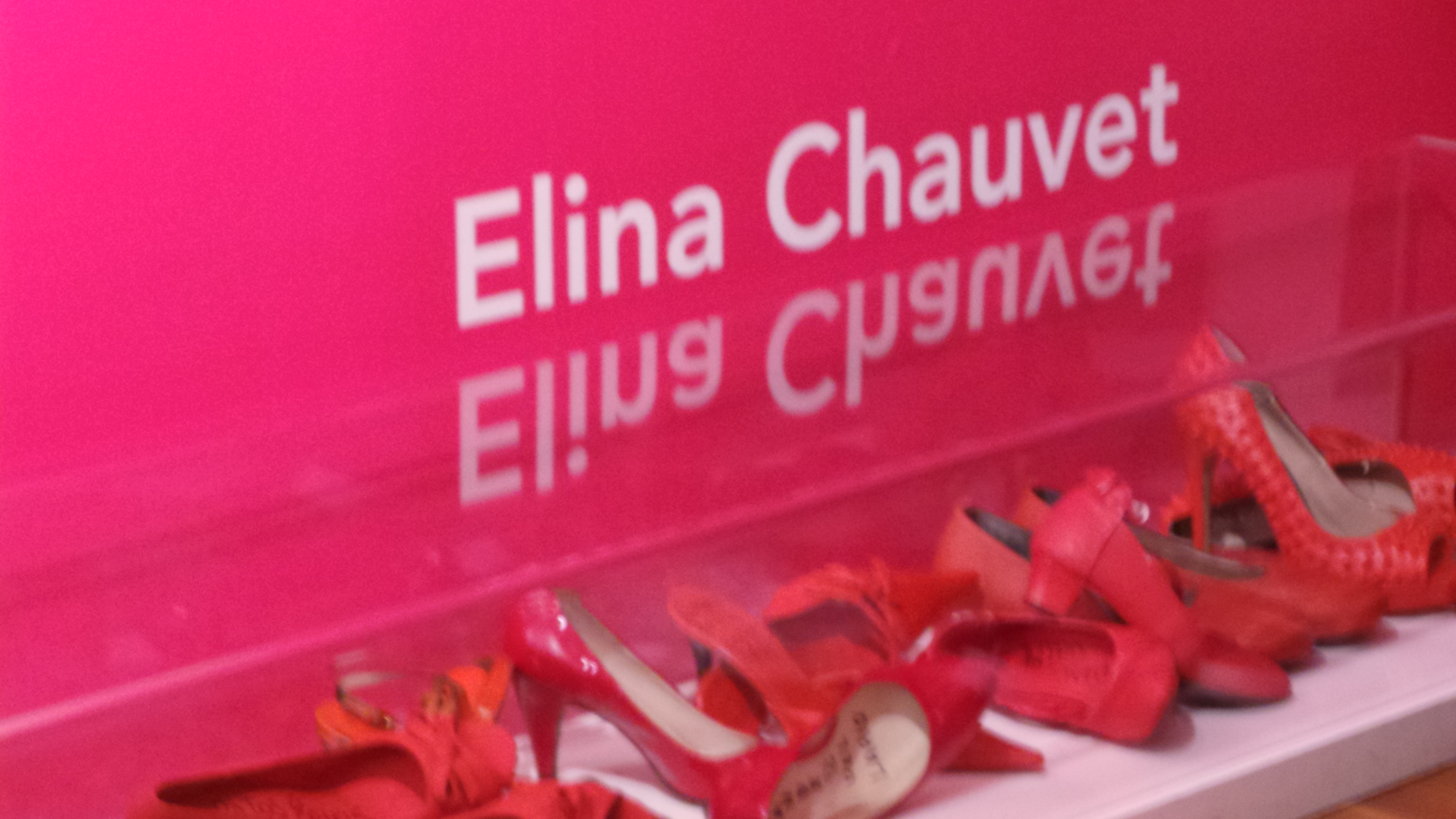
Zapatos rojos en la exposición "Feminicidio en México ¡Ya basta!" del Museo Memoria y Tolerancia. Ciudad de México

Zapatos rojos es una obra fue realizada por Elina Chauvet (Ciudad Juárez) desde 2009. La obra fue incluida en la Exposición Feminicidio en México ¡Ya basta! en el Museo Memoria y Tolerancia. Se trata de una instalación itinerante que se ha replicado en varias ciudades de Chile, Argentina, Italia, España, Estados Unidos, Canadá, Noruega. La obra denuncia los feminicidios, inicialmente en México.
Esta obra se integró junto con la obra El Tendedero de Mónica Mayer en la Bienal del Mercosur dentro de la propuesta número 12: violencias contra las mujeres. Se trata de una intervención simbólica que refleja la violencia contra las mujeres "mientras ésta exista, la obra continuara creciendo y reuniendo zapatos".

## Primera exposición
La primera vez que Chauvet presentó la instalación lo hizo en honor a su hermana, una víctima de feminicidio. Colocó 33 pares de zapatos rojos en la Avenida Juárez en Ciudad Juárez. Los pares estaban uno delante del otro y aparentaban una caminata. La artista explicó en 2014 que optó por utilizar los zapatos dado que usualmente es lo que queda de las víctimas, además de que le pareció una forma interesante de relacionarse y honrar a su hermana que coincidentemente utilizaba el mismo número de calzado que ella.

Originalmente se había pensado que la instalación terminaría en 2011. Sin embargo, después de impartir un par de talleres en Ciudad Juárez en algunas comunidades Chauvet decidió continuarlo al: 
observar de primera mano que la violencia en Ciudad Juárez estaba fuera de control.

## Exposiciones siguientes de Zapatos rojos
Hoy en día, la instalación está compuesta por 300 pares de zapatos; el calzado incluye: botas, tenis, ballerinas, zapatos de tacón, de niñas, hasta zapatos de mujeres adultas dado que no existe un perfil definitivo de las víctimas de feminicidio. La única uniformidad que muestran es el color con el que Chauvet los pinta. Sobre el color, Chauvet afirmó: 
el color rojo representa la sangre, pero también el corazón de la esperanza.
Según Karla Gasca Macías, la elección del rojo transmite la idea de alarma. Eventualmente, Chauvet optó por buscar espacios expositivos, físicos y virtuales, fuera de las instituciones culturales: 
Los museos se volvieron insuficientes, no me daban el público que deseaba. El proyecto de Zapatos Rojos llegó en el momento justo, pude hablar de lo que quería y al público que necesitaba decírselo.
La exposición se ha replicado en México, Italia, Argentina, Chile, Ecuador, España y Reino Unido. Al observar que la obra se ha convertido en un símbolo de reflexión ante la violencia, Chauvet considera que las instalaciones se prolongarán en los países interesados: 
Mientras la violencia hacia las mujeres no sea un tema urgente en los espacios legislativos.
En enero de 2020 la obra de Chauvet cumplió 10 años por lo que se realizó una instalación conmemorativa en la plancha del Zócalo de la Ciudad de México. Según Elina Chauvet, esta última instalación visibilizó el problema persistente de los feminicidios en México: 
Son 30 años; lo peor es que el problema se ha extendido a todo el país, y esto se debe a la impunidad. Desde el momento en que se permitió que saliera de Ciudad Juárez se ha extendido a lo largo y ancho del país.

## Exposiciones de Zapatos rojos en versiones gráficas, digitales y virtuales
Elina Chauvet ha generado obra visual llamada Zapatos rojos gráfica. Ha producido collages, pinturas e incluso playeras con la marca Everpress.com.
Durante el verano de 2020, en Mazatlán, Sinaloa, se dedicó a realizar collages con fotografías de revistas y papeles de colores, el objetivo era imaginar los momentos felices que habían tenido las mujeres víctimas de feminicidio. La serie se llama No me olvides y consiste de ocho piezas en papel algodón libre de ácido, bordado y collage; en todas se muestra un par de zapatos rojos. También durante la pandemia por COVID-19, realizó la serie Never Give Up inspirada en el confinamiento y la vida de las mujeres atrapadas con su perpetrador; se trata de 15 piezas en papel de algodón libre de ácido, tintas, hilo y collages en las que el centro es un par de zapatos rojos. Las piezas de ambas series están a la venta. El catálogo de la obra está disponible en línea y se obtiene solicitándolo con la artista. Las imágenes también formaron parte del proyecto Lazzaro. Este proyecto organizado por la curadora e investigadora Claudia Pecoraro y la artista Laura Mega reúne artistas internacionales que han trabajado durante el confinamiento por COVID-19 y proyecta las obras sobre fachadas en 17 ciudades alrededor del mundo.
También durante la pandemia por el COVID-19, el 4 de junio, Chauvet y Every Woman Treaty convocaron a una marcha virtual en el que se hizo un llamado a las mujeres para subir en Instagram la imagen de un par de zapatos rojos utilizando los hashtags: #redshoeseverywoman, #zapatosrojos. Además de dar presencia a las mujeres, también se buscaba declarar la violencia de género como una pandemia paralela que sucede a la de COVID-19. La iniciativa fue apoyada por el Proyecto Kesher, una organización voluntaria sin fines de lucro de mujeres judías de Ucrania que apoya a mujeres activistas.
Otra forma en la que se ha replicado esta obra es a través de convocatoria de organizaciones civiles no gubernamentales. Por ejemplo, Zapatos Rojos Valencia convoca a las mujeres a subir imágenes en redes sociales de zapatos rojos. Otro ejemplo similar es el proyecto desarrollado por estudiantes del Centro Educativo Alberdi en Rosario Argentina quienes convocan no sólo a subir imágenes a redes sociales, también invitan a mujeres a asistir con ellos para pintar pares de zapatos de rojo y visibilizar la violencia contra las mujeres.
Algunas fotografías de Zapatos rojos fueron expuestas virtualmente en el sitio de la 12 Bienal del Mercosur curada por Andrea Giunta.